# Arábiai Lawrence (film)
Az Arábiai Lawrence (Lawrence of Arabia) egy 1962-es brit történelmi filmdráma David Lean rendezésében.

## Cselekmény
A film Lawrence balesetével kezdődik. A temetés után egy riporter vegyül el a tömegben, hogy több tudnivalót szerezzen Lawrence-ről, de vegyes információkban részesítik. A történet visszaugrik az első világháború idejére. Lawrence a brit hadsereg századosa, aki főként műveltségéről ismert. Elküldik Fejszál herceghez, hogy kiismerje annak jellemét, további parancsot nem kap.
A férfi felfogad egy beduin kísérőt, Tafast, aki csak az út egy részéig tudja elvinni a sivatagban, utána lelövik, mert más kútjából ivott. Lawrence iránytűje segítségével elnavigálja magát a herceghez, ahol találkozik Tafas gyilkosával, Ali seriffel is. A férfi arra biztatja a herceget, hogy foglalják el Akabát, ami lévén hogy kikötő, stratégiai szempontból döntő lehet a törökök elleni háborúban. 
Az engedélyt megkapva Lawrence Ali seriffel és nyomában ötven emberrel átkel a Nefúd-sivatagon. Amikor a seriff egyik embere lemarad, Lawrence egyedül visszamegy érte, elnyeri a beduinok meg a seriff tiszteletét, és befogadják maguk közé.
Ezt követően felbukkan Auda abu Tayi, a Howeitat törzs vezére, akit büszkeségén megragadva Lawrence rávesz, hogy forduljon a törökök ellen. A törzs segítségével elfoglalják Akabát, Lawrence pedig Kairóba megy, hogy informálja a briteket a fejleményekről. A férfi, miután megölt két embert, mélyen megrázkódva tér vissza beduin ruhában, amivel nagy feltűnést kelt a bázison. Új felettese, Allenby tábornok, pénzt és fegyvert küld az arab hadseregnek, és biztosítja arról Lawrence-t, hogy sem a franciáknak, sem a briteknek nincs további igénye Arábiára.
Lawrence visszatérve Ali seriffhez és Auda abu Tayihoz, gerillaháborút indít a törökök ellen, és a vonatokat robbantja fel, majd kifosztják a szállítmányt. A tél beálltával azonban megakad a front, ezért Lawrence Darába megy, hogy kémkedjen, de elbízza magát. A török bej elfogatja, megverik és megkínozzák. Lawrence-t annyira megrázza az eset, hogy új életet akar kezdeni a briteknél, de hamar rá kell jönni, hogy nem tud többé beilleszkedni.
Közben arra is rájön, hogy a franciák és a britek mégis igényt tartanak Arábiára a Skyes–Picot-megállapodás megkötésével. Hogy Arábiát az araboknak adhassa, visszatér a seriff oldalára, és az utolsó offenzíva indításával gyorsabban elfoglalja Damaszkuszt. Az Ali seriff és Auda abu Tayi által vezetett két törzs azonban nem tud együtt kormányozni, ezért az arabok elhagyják a várost, a britek pedig beköltöznek. Lawrence immár ezredesként Nagy-Britannia felé utazik, miután a hercegnél és a briteknél is beteljesítette szolgálatát.

## Szereplők
| Színész        | Szerep                        | Magyar hangja             | Magyar hangja                |
| Színész        | Szerep                        | 1. magyar változat (1992) | 2. magyar változat (1992/93) |
| -------------- | ----------------------------- | ------------------------- | ---------------------------- |
| Peter O’Toole  | T. E. Lawrence                | Kulka János               | Szakácsi Sándor              |
| Alec Guinness  | Fejszál herceg                | Helyey László             | Szombathy Gyula              |
| Anthony Quinn  | Auda abu Tayi                 | Szersén Gyula             | Kránitz Lajos                |
| Jack Hawkins   | Lord Edmund Allenby tábornok  | Huszár László             | Láng József                  |
| Omar Sharif    | Ali seriff                    | Szabó Sipos Barnabás      | Mécs Károly                  |
| José Ferrer    | török bej                     | Elekes Pál                | Elekes Pál                   |
| Anthony Quayle | Brighton tábornok             | Borbély László            | Papp János                   |
| Claude Rains   | Mr. Dryden                    | Szabó Ottó                | Makay Sándor                 |
| Arthur Kennedy | Jackson Bentley               | Perlaki István            | Koroknay Géza                |
| Donald Wolfit  | Sir Archibald Murray tábornok | Gruber Hugó               | Simon György                 |
| I. S. Johar    | Gasim                         | n.a                       | Barbinek Péter               |
| Gamil Ratib    | Majid                         | n.a                       | n.a                          |
| Michel Ray     | Farraj                        | Bolba Tamás               | n.a                          |
| John Dimech    | Daud                          | Szokol Péter              | n.a                          |
| Zia Mohyeddin  | Tafas                         | n.a                       | Forgács Péter                |

## Fontosabb díjak és jelölések
| Díj                    | Kategória                                                                                         | Eredmény |
| ---------------------- | ------------------------------------------------------------------------------------------------- | -------- |
| BAFTA-díj              | Legjobb brit film                                                                                 | Elnyerte |
| BAFTA-díj              | Legjobb film bármilyen forrásból                                                                  | Elnyerte |
| BAFTA-díj              | Legjobb brit színész: Peter O’Toole                                                               | Elnyerte |
| BAFTA-díj              | Legjobb külföldi színész: Anthony Quinn                                                           | Jelölve  |
| BAFTA-díj              | Legjobb brit forgatókönyv                                                                         | Elnyerte |
| David di Donatello-díj | Legjobb külföldi film                                                                             | Elnyerte |
| David di Donatello-díj | Legjobb külföldi színész: Peter O’Toole (megosztva Fredric Marchcsal a Seven Days in May filmért) | Elnyerte |
| Golden Globe-díj       | Legjobb filmdráma                                                                                 | Elnyerte |
| Golden Globe-díj       | Legjobb férfi főszereplő (filmdráma): Peter O’Toole                                               | Jelölve  |
| Golden Globe-díj       | Legjobb férfi főszereplő (filmdráma): Anthony Quinn                                               | Jelölve  |
| Golden Globe-díj       | Legjobb férfi mellékszereplő: Omar Sharif                                                         | Elnyerte |
| Golden Globe-díj       | Az év férfi felfedezettje: Peter O’Toole                                                          | Elnyerte |
| Golden Globe-díj       | Az év férfi felfedezettje: Omar Sharif                                                            | Elnyerte |
| Golden Globe-díj       | Legjobb rendező                                                                                   | Elnyerte |
| Golden Globe-díj       | Legjobb operatőr (színesfilm)                                                                     | Elnyerte |
| Golden Globe-díj       | Legjobb eredeti filmzene                                                                          | Jelölve  |
| Grammy-díj             | Legjobb eredeti filmzene                                                                          | Jelölve  |
| Oscar-díj              | Legjobb film                                                                                      | Elnyerte |
| Oscar-díj              | Legjobb férfi főszereplő: Peter O’Toole                                                           | Jelölve  |
| Oscar-díj              | Legjobb férfi mellékszereplő: Omar Sharif                                                         | Elnyerte |
| Oscar-díj              | Legjobb rendező                                                                                   | Elnyerte |
| Oscar-díj              | Legjobb operatőr                                                                                  | Elnyerte |
| Oscar-díj              | Legjobb adaptált forgatókönyv                                                                     | Jelölve  |
| Oscar-díj              | Legjobb vágás                                                                                     | Elnyerte |
| Oscar-díj              | Legjobb eredeti filmzene                                                                          | Elnyerte |
| Oscar-díj              | Legjobb látványterv                                                                               | Elnyerte |
| Oscar-díj              | Legjobb hangkeverés                                                                               | Elnyerte |
| Szaturnusz-díj         | Legjobb DVD/Blu-Ray különleges kiadás                                                             | Jelölve  |